# Sebadexius cebuense
Sebadexius cebuense is een vlokreeftensoort uit de familie van de Dexaminidae. De wetenschappelijke naam van de soort werd voor het eerst geldig gepubliceerd in 2017 door Just.